# Zach's Zoomer
Zach's Zoomer est un parcours de montagnes russes en bois situé dans le parc Michigan's Adventure à Muskegon, dans le Michigan, aux États-Unis. L'attraction ouverte depuis 1994 a été construite par Custom Coasters International. Le train quant à lui a été fabriqué par la Philadelphia Toboggan Coasters Il a cinq wagons et les passagers sont placés à deux sur deux rangs pour un total de vingt passagers par train. L'attraction a été nommée d'après le petit-fils de Roger Jourden, l'ancien propriétaire du parc.
L'attraction a été pensée pour être familiale et ainsi être un premier pas pour les plus jeunes sur les montagnes russes.
Il a été nommé ACE Coaster Classic par l'American Coaster Enthusiasts.